# Cobbler Island
Cobbler Island is een eiland van 0,33 km² in de Canadese provincie Newfoundland en Labrador. Cobbler Island is een van de vele eilanden in Notre Dame Bay aan de noordkust van Newfoundland. Iets meer dan de helft van het dorp Brighton is op het eiland gevestigd, wat neerkomt op een tachtigtal inwoners. 

## Ligging en bereikbaarheid
Cobbler Island is via Route 380 verbonden met Brighton Tickle Island, hetwelk op het smalste punt slechts 70 meter verder oostwaarts ligt. Route 380 verbindt Brighton Tickle Island op zijn beurt achtereenvolgens met Triton Island, Pilley's Island en uiteindelijk met Newfoundland zelf. Daardoor valt het eiland makkelijk via de weg te bereiken.